# Decaspermum montanum
Decaspermum montanum là một loài thực vật có hoa trong Họ Đào kim nương. Loài này được Ridl. mô tả khoa học đầu tiên năm 1912.